# Across the Wilderness
Across the Wilderness – EP kolektywu muzycznego Masala wydane w 2005. Zawiera utwory o brzmieniu ambientowym, zaskakującym w porównaniu z wcześniejszą twórczością Masali.

## Lista utworów
Opracowano na podstawie materiału źródłowego.
1. „Ether” – 4:16
2. „Haik” – 4:00
3. „Tuwa – Turcja – Międzylesie” (remix) – 5:44
4. „Voyage” – 4:08
5. „Silence that hurts” (for Chechnya) – 5:04